# Resolution 3236 der UN-Generalversammlung
Die Resolution 3236 der UN-Generalversammlung, die während der 29. Sitzung am 22. November 1974 angenommen wurde, bekräftigt die unveräußerlichen Rechte des palästinensischen Volkes. Zu diesen Rechten zählen das Recht auf Selbstbestimmung, das Recht auf nationale Unabhängigkeit und Souveränität sowie das Recht auf Rückkehr in ihre Heimat und zu ihrem Eigentum, aus dem sie vertrieben wurden. Darüber hinaus officialisiert die Resolution den Kontakt der Vereinten Nationen mit der Palästinensischen Befreiungsorganisation und verankert die ‚Frage Palästinas‘ dauerhaft auf der Tagesordnung der UN.

## Wortlaut
Vereinte Nationen Generalversammlung
A/RES/3236 (XXIX) 22. November 1974
3236 (XXIX). Frage von Palästina
Die Generalversammlung,
in Betrachtung der Frage Palästinas,
nachdem sie die Erklärung der Palästinensischen Befreiungsorganisation, dem Vertreter des palästinensischen Volkes, gehört hat,
nachdem sie auch andere Aussagen während der Debatte gehört hat,
tief besorgt, dass noch keine gerechte Lösung für das Problem Palästina erreicht wurde und anerkennend, dass das Problem Palästina weiterhin den internationalen Frieden und die Sicherheit gefährdet,
anerkennend, dass das palästinensische Volk ein Recht auf Selbstbestimmung gemäß der Charta der Vereinten Nationen hat,
seine ernste Besorgnis ausdrückend, dass das palästinensische Volk daran gehindert wird, seine unveräußerlichen Rechte zu genießen, insbesondere sein Recht auf Selbstbestimmung,
geleitet von den Zielen und Grundsätzen der Charta,
unter Erinnerung an ihre relevanten Resolutionen, die das Recht des palästinensischen Volkes auf Selbstbestimmung bekräftigen,
1. bekräftigt die unveräußerlichen Rechte des palästinensischen Volkes in Palästina, einschließlich:
   - (a) Das Recht auf Selbstbestimmung ohne äußere Einmischung;
   - (b) Das Recht auf nationale Unabhängigkeit und Souveränität;
2. bekräftigt auch das unveräußerliche Recht der Palästinenser, in ihre Heimat und ihr Eigentum zurückzukehren, von dem sie vertrieben und entwurzelt wurden, und fordert ihre Rückkehr;
3. betont, dass die volle Achtung und Verwirklichung dieser unveräußerlichen Rechte des palästinensischen Volkes unerlässlich für die Lösung der Frage Palästinas ist;
4. erkennt an, dass das palästinensische Volk ein Hauptakteur bei der Herstellung eines gerechten und dauerhaften Friedens im Nahen Osten ist;
5. erkennt weiterhin das Recht des palästinensischen Volkes an, seine Rechte mit allen Mitteln wiederzugewinnen, gemäß den Zielen und Grundsätzen der Charta der Vereinten Nationen;
6. appelliert an alle Staaten und internationalen Organisationen, das palästinensische Volk in seinem Kampf um die Wiederherstellung seiner Rechte zu unterstützen, gemäß der Charta;
7. ersucht den Generalsekretär, Kontakte zur Palästinensischen Befreiungsorganisation über alle Fragen bezüglich der Frage Palästinas aufzunehmen;
8. ersucht den Generalsekretär, der Generalversammlung auf ihrer dreißigsten Sitzung über die Umsetzung der gegenwärtigen Resolution zu berichten;
9. beschließt, den Punkt mit dem Titel "Frage von Palästina" in die vorläufige Tagesordnung ihrer dreißigsten Sitzung aufzunehmen.

## Abstimmungsergebnisse
Das Ergebnis der Abstimmung war wie folgt:
Zustimmung:
1. Afghanistan
2. Albanien
3. Algerien
4. Argentinien
5. Bahrain
6. Bangladesch
7. Bhutan
8. Botswana
9. Bulgarien
10. Myanmar
11. Burundi
12. Belarus
13. Kamerun
14. Zentralafrikanische Republik
15. Tschad
16. Volksrepublik China
17. Republik Kongo
18. Kuba
19. Zypern
20. Tschechien
21. Benin
22. Südjemen
23. Ägypten
24. Äquatorialguinea
25. Äthiopien
26. Gabun
27. Gambia
28. Deutsche Demokratische Republik
29. Ghana
30. Guinea
31. Guinea-Bissau
32. Guyana
33. Ungarn
34. Indien
35. Indonesien
36. Iran
37. Irak
38. Elfenbeinküste
39. Jamaika
40. Jordanien
41. Kenia
42. Kambodscha
43. Kuwait
44. Libanon
45. Lesotho
46. Liberia
47. Libyen
48. Madagaskar
49. Malaysia
50. Mali
51. Malta
52. Mauretanien
53. Mauritius
54. Mongolei
55. Marokko
56. Niger
57. Nigeria
58. Oman
59. Pakistan
60. Peru
61. Philippinen
62. Polen
63. Portugal
64. Katar
65. Rumänien
66. Ruanda
67. Saudi-Arabien
68. Senegal
69. Sierra Leone
70. Somalia
71. Spanien
72. Sri Lanka
73. Sudan
74. Syrien
75. Thailand
76. Togo
77. Trinidad und Tobago
78. Tunesien
79. Türkei
80. Uganda
81. Ukraine
82. Sowjetunion
83. Vereinigte Arabische Emirate
84. Tansania
85. Obervolta
86. Nordjemen
87. Jugoslawien
88. Zaire
89. Sambia

Ablehnung:
1. Bolivien
2. Chile
3. Costa Rica
4. Island
5. Israel
6. Nicaragua
7. Norwegen
8. Vereinigte Staaten

Enthaltungen: 
1. Australien
2. Österreich
3. Bahamas
4. Barbados
5. Belgien
6. Kanada
7. Kolumbien
8. Dänemark
9. Ecuador
10. El Salvador
11. Fidschi
12. Finnland
13. Frankreich
14. BR Deutschland
15. Griechenland
16. Grenada
17. Guatemala
18. Haiti
19. Honduras
20. Irland
21. Italien
22. Japan
23. Laos
24. Luxemburg
25. Malawi
26. Mexiko
27. Nepal
28. Niederlande
29. Neuseeland
30. Panama
31. Paraguay
32. Singapur
33. Eswatini
34. Schweden
35. Vereinigtes Königreich
36. Uruguay
37. Venezuela